# Leuben (Oschatz)

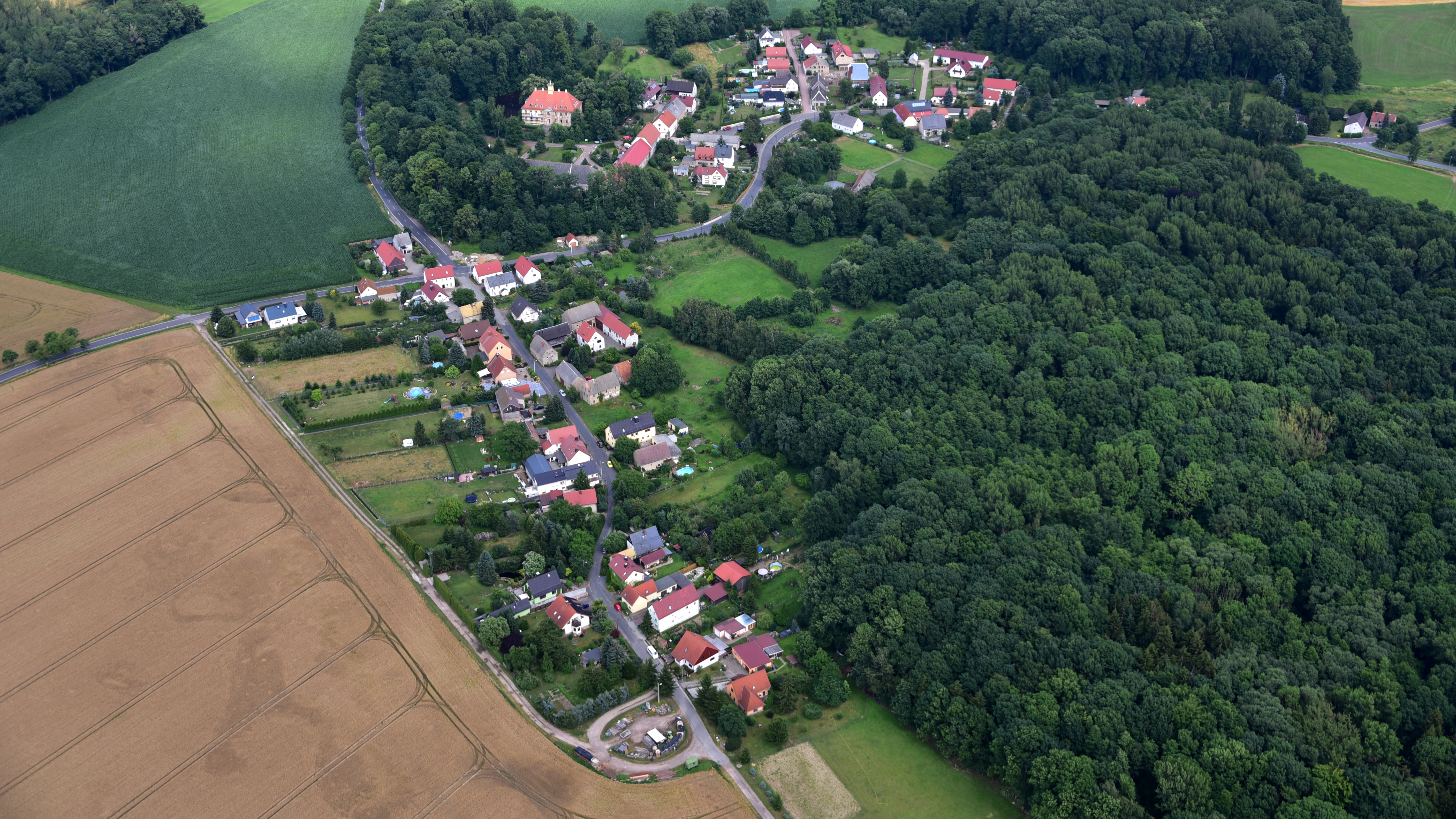
Leuben (Oschatz), Luftaufnahme (2017)

Leuben ist ein Ortsteil der Stadt Oschatz im Landkreis Nordsachsen in Sachsen.

## Geographie und Verkehrsanbindung
Leuben liegt südwestlich des Stadtkerns von Oschatz an der Kreisstraße 8940. Durch den Ort fließt die Döllnitz, ein linker Nebenfluss der Elbe.
Die B 6 verläuft nordöstlich.